# Jókai Róza
Feszty Árpádné Jókai Róza (Pest, 1861. február 19. – Budapest, 1936. január 28.) magyar festő, pasztell-, grafikus művész, író. Laborfalvi Róza unokája, ásvai Jókai Mór fogadott lánya, martosi Feszty Árpád felesége és martosi Feszty Masa édesanyja.

## Élete
Házasságon kívüli, „törvénytelen” gyerekként született. Anyja, Benke Róza Anna Ágnes (1836-1861), aki Laborfalvi Róza (sz. Benke) és Lendvay Márton színművészek házasságon kívüli kapcsolatából született lány. Nagyanyja férje, Jókai Mór örökbe fogadta, de korábbi jó viszonyuk a nagy író – kései és sajtó  botrányokat is okozó – második házassága után megromlott.
Budapesten Székely Bertalantól és Lotz Károlytól tanult festeni, majd a müncheni festőakadémián Liezen-Mayer Sándor tanítványa volt. 1888-ban férjhez ment Feszty Árpád festőművészhez. Kiállításokon gyakran szerepeltek arcképeket és alakos életképeket ábrázoló festményei. Rendszeresen szerepelt a korabeli csoportos kiállításokon is, gyakran előfordult, hogy illusztrációkat is készített Jókai regényekhez.
Festészete mellett emlékírói munkássága is jelentős, emlékiratai "Akik elmentek...",  ill. "A tegnap” címmel jelentek meg a a 20-as években, majd korunkban is együtt a Szépmíves Könyvek kiadásában (a két emlékirat közös kiadása: 2023). Csakúgy fontos forrás Jókaival folytatott levelezése és kiadatlan naplórészletei is („… őrültek házába akartatok záratni”, 2001). Ezekben szó esik gyermekkoráról, születése rejtélyeiről, kapcsolatáról nagyanyjával, a híres színésznővel, Laborfalvi Rózával és hőn szeretett fogadott apjáról, Jókai Mórról is sok részlet kiderül. Családi titkok tárulnak fel az olvasó előtt és a korabeli művészeti és irodalmi  élet belső világa is megjelenik.
A századforduló után azzal is elhíresedett, hogy 1905-ben megtámadta a Jókai-végrendeletet – Jókai kitagadta és kihagyta fogadott lányát a végrendeletből – a Budapesti Királyi Törvényszéken, kérte annak semmissé tételét az özvegyi jog (az özvegy és a végrendelet kedvezményezettje Nagy Bella volt) érdemtelensége okán. Az özveggyel való megegyezés után újabb pere ment – teljesen elszegényedett ugyanis férje, Feszty Árpád halála a után –, és újabb pénzeket csikart ki Nagy Bellától. Mindezt a kortársi sajtó alaposan körbejárta 1905 és 1907 között, majd 1927-ben is, amikor az ügy végre lezárult.
Csaknem 75 évesen, 1936. január 28-án hunyt el, Budapesten. Sírja a Kerepesi temetőben található.

## Művei

### Festményei
- Vörös hajú lány, olaj, vászon, 69x55 cm. Jelezve jobbra fent: Jókai Róza[8]
- Tanyaudvar, olaj, karton, 69x96 cm. Jelezve jobbra lent: Jókai Róza[8]
- Álló női akt, 1936, pasztell, papír, 93x44 cm, Jelezve jobba lent: Jókai Róza[8]
- Feketehajú lány, olaj, vászon, 66,5x53 cm. Jelezve jobbra lent: Jókai Róza[8]
- Jelenet kentaurokkal, olaj, vászon, 76x114 cm. Jelezve középen lent: Róza. Hátoldalán: Feszty Masa igazolása, 1942[8]
- Beszélgetők, pasztell, fedőfehér, papír, 74,5 x 90 cm. Jelezve balra lent: Fesztyné J. Róza[8]

### Emlékezései, levelezése
- Jókai Mór – Feszty Árpádné Jókai Róza: „… őrültek házába akartatok záratni”. Jókai Mór kiadatlan levelei és Feszty Árpádné Jókai Róza visszaemlékezései, Enciklopédia Kiadó (Budapest, 2001)
- Akik elmentek… (Budapest, 1923)
- A tegnap (Budapest, 1924)

## Jókaival való rokonsága
|                          |                          |                          |                          |                          |                          |                         |                         |                             |                             |                             |                             |                                 |                                 |                                 |                                 |                                 |                                 |                   |                   |                   |                   |  |  |                                |                                |                                |                                | Benke József (1781–1855)       | Benke József (1781–1855)       | Benke József (1781–1855) | Benke József (1781–1855) | Benke József (1781–1855)    | Benke József (1781–1855)    |                             |                             | Rácz Zsuzsánna              | Rácz Zsuzsánna              | Rácz Zsuzsánna           | Rácz Zsuzsánna           | Rácz Zsuzsánna                     | Rácz Zsuzsánna                     |                                    |                                    |                                    |                                    |                          |                          |                              |                              |                              |                              | Jókay József (1781–1837)     | Jókay József (1781–1837)     | Jókay József (1781–1837) | Jókay József (1781–1837) | Jókay József (1781–1837) | Jókay József (1781–1837) |                          |                          | Pulay Mária (1790–1866)  | Pulay Mária (1790–1866)  | Pulay Mária (1790–1866) | Pulay Mária (1790–1866) | Pulay Mária (1790–1866)  | Pulay Mária (1790–1866)  |                          |                          |                          |                          |  |  |                         |                         |                         |                         |                         |                         |  |  |  |  |  |  |  |  |  |  |  |  |  |  |
|                          |                          |                          |                          |                          |                          |                         |                         |                             |                             |                             |                             |                                 |                                 |                                 |                                 |                                 |                                 |                   |                   |                   |                   |  |  |                                |                                |                                |                                | Benke József (1781–1855)       | Benke József (1781–1855)       | Benke József (1781–1855) | Benke József (1781–1855) | Benke József (1781–1855)    | Benke József (1781–1855)    |                             |                             | Rácz Zsuzsánna              | Rácz Zsuzsánna              | Rácz Zsuzsánna           | Rácz Zsuzsánna           | Rácz Zsuzsánna                     | Rácz Zsuzsánna                     |                                    |                                    |                                    |                                    |                          |                          |                              |                              |                              |                              | Jókay József (1781–1837)     | Jókay József (1781–1837)     | Jókay József (1781–1837) | Jókay József (1781–1837) | Jókay József (1781–1837) | Jókay József (1781–1837) |                          |                          | Pulay Mária (1790–1866)  | Pulay Mária (1790–1866)  | Pulay Mária (1790–1866) | Pulay Mária (1790–1866) | Pulay Mária (1790–1866)  | Pulay Mária (1790–1866)  |                          |                          |                          |                          |  |  |                         |                         |                         |                         |                         |                         |  |  |  |  |  |  |  |  |  |  |  |  |  |  |
|                          |                          |                          |                          |                          |                          |                         |                         |                             |                             |                             |                             |                                 |                                 |                                 |                                 |                                 |                                 |                   |                   |                   |                   |  |  |                                |                                |                                |                                |                                |                                |                          |                          |                             |                             |                             |                             |                             |                             |                          |                          |                                    |                                    |                                    |                                    |                                    |                                    |                          |                          |                              |                              |                              |                              |                              |                              |                          |                          |                          |                          |                          |                          |                          |                          |                         |                         |                          |                          |                          |                          |                          |                          |  |  |                         |                         |                         |                         |                         |                         |  |  |  |  |  |  |  |  |  |  |  |  |  |  |
|                          |                          |                          |                          |                          |                          |                         |                         |                             |                             |                             |                             |                                 |                                 |                                 |                                 |                                 |                                 |                   |                   |                   |                   |  |  |                                |                                |                                |                                |                                |                                |                          |                          |                             |                             |                             |                             |                             |                             |                          |                          |                                    |                                    |                                    |                                    |                                    |                                    |                          |                          |                              |                              |                              |                              |                              |                              |                          |                          |                          |                          |                          |                          |                          |                          |                         |                         |                          |                          |                          |                          |                          |                          |  |  |                         |                         |                         |                         |                         |                         |  |  |  |  |  |  |  |  |  |  |  |  |  |  |
| Fáncsy Lajos (1809–1854) | Fáncsy Lajos (1809–1854) | Fáncsy Lajos (1809–1854) | Fáncsy Lajos (1809–1854) | Fáncsy Lajos (1809–1854) | Fáncsy Lajos (1809–1854) |                         |                         | Meszlényi Mária (1813–1889) | Meszlényi Mária (1813–1889) | Meszlényi Mária (1813–1889) | Meszlényi Mária (1813–1889) | Meszlényi Mária (1813–1889)     | Meszlényi Mária (1813–1889)     |                                 |                                 | Jeremiás Karolina               | Jeremiás Karolina               | Jeremiás Karolina | Jeremiás Karolina | Jeremiás Karolina | Jeremiás Karolina |  |  | id. Lendvay Márton (1807–1858) | id. Lendvay Márton (1807–1858) | id. Lendvay Márton (1807–1858) | id. Lendvay Márton (1807–1858) | id. Lendvay Márton (1807–1858) | id. Lendvay Márton (1807–1858) |                          |                          | Laborfalvi Róza (1817–1886) | Laborfalvi Róza (1817–1886) | Laborfalvi Róza (1817–1886) | Laborfalvi Róza (1817–1886) | Laborfalvi Róza (1817–1886) | Laborfalvi Róza (1817–1886) |                          |                          | Jókai Mór (1825–1904)              | Jókai Mór (1825–1904)              | Jókai Mór (1825–1904)              | Jókai Mór (1825–1904)              | Jókai Mór (1825–1904)              | Jókai Mór (1825–1904)              |                          |                          | Nagy Bella (1879–1947)       | Nagy Bella (1879–1947)       | Nagy Bella (1879–1947)       | Nagy Bella (1879–1947)       | Nagy Bella (1879–1947)       | Nagy Bella (1879–1947)       |                          |                          | Jókay Károly (1814–1902) | Jókay Károly (1814–1902) | Jókay Károly (1814–1902) | Jókay Károly (1814–1902) | Jókay Károly (1814–1902) | Jókay Károly (1814–1902) |                         |                         | Jókai Eszter (1816–1889) | Jókai Eszter (1816–1889) | Jókai Eszter (1816–1889) | Jókai Eszter (1816–1889) | Jókai Eszter (1816–1889) | Jókai Eszter (1816–1889) |  |  | Váli Ferenc (1810–1882) | Váli Ferenc (1810–1882) | Váli Ferenc (1810–1882) | Váli Ferenc (1810–1882) | Váli Ferenc (1810–1882) | Váli Ferenc (1810–1882) |  |  |  |  |  |  |  |  |  |  |  |  |  |  |
| Fáncsy Lajos (1809–1854) | Fáncsy Lajos (1809–1854) | Fáncsy Lajos (1809–1854) | Fáncsy Lajos (1809–1854) | Fáncsy Lajos (1809–1854) | Fáncsy Lajos (1809–1854) |                         |                         | Meszlényi Mária (1813–1889) | Meszlényi Mária (1813–1889) | Meszlényi Mária (1813–1889) | Meszlényi Mária (1813–1889) | Meszlényi Mária (1813–1889)     | Meszlényi Mária (1813–1889)     |                                 |                                 | Jeremiás Karolina               | Jeremiás Karolina               | Jeremiás Karolina | Jeremiás Karolina | Jeremiás Karolina | Jeremiás Karolina |  |  | id. Lendvay Márton (1807–1858) | id. Lendvay Márton (1807–1858) | id. Lendvay Márton (1807–1858) | id. Lendvay Márton (1807–1858) | id. Lendvay Márton (1807–1858) | id. Lendvay Márton (1807–1858) |                          |                          | Laborfalvi Róza (1817–1886) | Laborfalvi Róza (1817–1886) | Laborfalvi Róza (1817–1886) | Laborfalvi Róza (1817–1886) | Laborfalvi Róza (1817–1886) | Laborfalvi Róza (1817–1886) |                          |                          | Jókai Mór (1825–1904)              | Jókai Mór (1825–1904)              | Jókai Mór (1825–1904)              | Jókai Mór (1825–1904)              | Jókai Mór (1825–1904)              | Jókai Mór (1825–1904)              |                          |                          | Nagy Bella (1879–1947)       | Nagy Bella (1879–1947)       | Nagy Bella (1879–1947)       | Nagy Bella (1879–1947)       | Nagy Bella (1879–1947)       | Nagy Bella (1879–1947)       |                          |                          | Jókay Károly (1814–1902) | Jókay Károly (1814–1902) | Jókay Károly (1814–1902) | Jókay Károly (1814–1902) | Jókay Károly (1814–1902) | Jókay Károly (1814–1902) |                         |                         | Jókai Eszter (1816–1889) | Jókai Eszter (1816–1889) | Jókai Eszter (1816–1889) | Jókai Eszter (1816–1889) | Jókai Eszter (1816–1889) | Jókai Eszter (1816–1889) |  |  | Váli Ferenc (1810–1882) | Váli Ferenc (1810–1882) | Váli Ferenc (1810–1882) | Váli Ferenc (1810–1882) | Váli Ferenc (1810–1882) | Váli Ferenc (1810–1882) |  |  |  |  |  |  |  |  |  |  |  |  |  |  |
|                          |                          |                          |                          |                          |                          |                         |                         |                             |                             |                             |                             |                                 |                                 |                                 |                                 |                                 |                                 |                   |                   |                   |                   |  |  |                                |                                |                                |                                |                                |                                |                          |                          |                             |                             |                             |                             |                             |                             |                          |                          |                                    |                                    |                                    |                                    |                                    |                                    |                          |                          |                              |                              |                              |                              |                              |                              |                          |                          |                          |                          |                          |                          |                          |                          |                         |                         |                          |                          |                          |                          |                          |                          |  |  |                         |                         |                         |                         |                         |                         |  |  |  |  |  |  |  |  |  |  |  |  |  |  |
|                          |                          |                          |                          |                          |                          |                         |                         |                             |                             |                             |                             |                                 |                                 |                                 |                                 |                                 |                                 |                   |                   |                   |                   |  |  |                                |                                |                                |                                |                                |                                |                          |                          |                             |                             |                             |                             |                             |                             |                          |                          |                                    |                                    |                                    |                                    |                                    |                                    |                          |                          |                              |                              |                              |                              |                              |                              |                          |                          |                          |                          |                          |                          |                          |                          |                         |                         |                          |                          |                          |                          |                          |                          |  |  |                         |                         |                         |                         |                         |                         |  |  |  |  |  |  |  |  |  |  |  |  |  |  |
|                          |                          |                          |                          | Fáncsy Ilka (1842–1904)  | Fáncsy Ilka (1842–1904)  | Fáncsy Ilka (1842–1904) | Fáncsy Ilka (1842–1904) | Fáncsy Ilka (1842–1904)     | Fáncsy Ilka (1842–1904)     |                             |                             | ifj. Lendvay Márton (1830–1875) | ifj. Lendvay Márton (1830–1875) | ifj. Lendvay Márton (1830–1875) | ifj. Lendvay Márton (1830–1875) | ifj. Lendvay Márton (1830–1875) | ifj. Lendvay Márton (1830–1875) |                   |                   |                   |                   |  |  |                                |                                |                                |                                | Benke Róza (1836–1861)         | Benke Róza (1836–1861)         | Benke Róza (1836–1861)   | Benke Róza (1836–1861)   | Benke Róza (1836–1861)      | Benke Róza (1836–1861)      |                             |                             |                             |                             |                          |                          | Rehrenbeck Szilveszter (1819–1910) | Rehrenbeck Szilveszter (1819–1910) | Rehrenbeck Szilveszter (1819–1910) | Rehrenbeck Szilveszter (1819–1910) | Rehrenbeck Szilveszter (1819–1910) | Rehrenbeck Szilveszter (1819–1910) |                          |                          | Linzmajer Jozefa (1822–1885) | Linzmajer Jozefa (1822–1885) | Linzmajer Jozefa (1822–1885) | Linzmajer Jozefa (1822–1885) | Linzmajer Jozefa (1822–1885) | Linzmajer Jozefa (1822–1885) |                          |                          |                          |                          |                          |                          |                          |                          |                         |                         |                          |                          |                          |                          |                          |                          |  |  |                         |                         |                         |                         |                         |                         |  |  |  |  |  |  |  |  |  |  |  |  |  |  |
|                          |                          |                          |                          | Fáncsy Ilka (1842–1904)  | Fáncsy Ilka (1842–1904)  | Fáncsy Ilka (1842–1904) | Fáncsy Ilka (1842–1904) | Fáncsy Ilka (1842–1904)     | Fáncsy Ilka (1842–1904)     |                             |                             | ifj. Lendvay Márton (1830–1875) | ifj. Lendvay Márton (1830–1875) | ifj. Lendvay Márton (1830–1875) | ifj. Lendvay Márton (1830–1875) | ifj. Lendvay Márton (1830–1875) | ifj. Lendvay Márton (1830–1875) |                   |                   |                   |                   |  |  |                                |                                |                                |                                | Benke Róza (1836–1861)         | Benke Róza (1836–1861)         | Benke Róza (1836–1861)   | Benke Róza (1836–1861)   | Benke Róza (1836–1861)      | Benke Róza (1836–1861)      |                             |                             |                             |                             |                          |                          | Rehrenbeck Szilveszter (1819–1910) | Rehrenbeck Szilveszter (1819–1910) | Rehrenbeck Szilveszter (1819–1910) | Rehrenbeck Szilveszter (1819–1910) | Rehrenbeck Szilveszter (1819–1910) | Rehrenbeck Szilveszter (1819–1910) |                          |                          | Linzmajer Jozefa (1822–1885) | Linzmajer Jozefa (1822–1885) | Linzmajer Jozefa (1822–1885) | Linzmajer Jozefa (1822–1885) | Linzmajer Jozefa (1822–1885) | Linzmajer Jozefa (1822–1885) |                          |                          |                          |                          |                          |                          |                          |                          |                         |                         |                          |                          |                          |                          |                          |                          |  |  |                         |                         |                         |                         |                         |                         |  |  |  |  |  |  |  |  |  |  |  |  |  |  |
|                          |                          |                          |                          |                          |                          |                         |                         |                             |                             |                             |                             |                                 |                                 |                                 |                                 |                                 |                                 |                   |                   |                   |                   |  |  |                                |                                |                                |                                |                                |                                |                          |                          |                             |                             |                             |                             |                             |                             |                          |                          |                                    |                                    |                                    |                                    |                                    |                                    |                          |                          |                              |                              |                              |                              |                              |                              |                          |                          |                          |                          |                          |                          |                          |                          |                         |                         |                          |                          |                          |                          |                          |                          |  |  |                         |                         |                         |                         |                         |                         |  |  |  |  |  |  |  |  |  |  |  |  |  |  |
|                          |                          |                          |                          |                          |                          |                         |                         |                             |                             |                             |                             |                                 |                                 |                                 |                                 |                                 |                                 |                   |                   |                   |                   |  |  |                                |                                |                                |                                |                                |                                |                          |                          |                             |                             |                             |                             |                             |                             |                          |                          |                                    |                                    |                                    |                                    |                                    |                                    |                          |                          |                              |                              |                              |                              |                              |                              |                          |                          |                          |                          |                          |                          |                          |                          |                         |                         |                          |                          |                          |                          |                          |                          |  |  |                         |                         |                         |                         |                         |                         |  |  |  |  |  |  |  |  |  |  |  |  |  |  |
|                          |                          |                          |                          |                          |                          |                         |                         |                             |                             |                             |                             |                                 |                                 |                                 |                                 |                                 |                                 |                   |                   |                   |                   |  |  |                                |                                |                                |                                | Jókai Róza (1861–1936)         | Jókai Róza (1861–1936)         | Jókai Róza (1861–1936)   | Jókai Róza (1861–1936)   | Jókai Róza (1861–1936)      | Jókai Róza (1861–1936)      |                             |                             | Feszty Árpád (1856–1914)    | Feszty Árpád (1856–1914)    | Feszty Árpád (1856–1914) | Feszty Árpád (1856–1914) | Feszty Árpád (1856–1914)           | Feszty Árpád (1856–1914)           |                                    |                                    | Feszty Adolf (1846–1900)           | Feszty Adolf (1846–1900)           | Feszty Adolf (1846–1900) | Feszty Adolf (1846–1900) | Feszty Adolf (1846–1900)     | Feszty Adolf (1846–1900)     |                              |                              | Feszty Gyula (1854–1912)     | Feszty Gyula (1854–1912)     | Feszty Gyula (1854–1912) | Feszty Gyula (1854–1912) | Feszty Gyula (1854–1912) | Feszty Gyula (1854–1912) |                          |                          | Feszty Béla (1868–1928)  | Feszty Béla (1868–1928)  | Feszty Béla (1868–1928) | Feszty Béla (1868–1928) | Feszty Béla (1868–1928)  | Feszty Béla (1868–1928)  |                          |                          |                          |                          |  |  |                         |                         |                         |                         |                         |                         |  |  |  |  |  |  |  |  |  |  |  |  |  |  |
|                          |                          |                          |                          |                          |                          |                         |                         |                             |                             |                             |                             |                                 |                                 |                                 |                                 |                                 |                                 |                   |                   |                   |                   |  |  |                                |                                |                                |                                | Jókai Róza (1861–1936)         | Jókai Róza (1861–1936)         | Jókai Róza (1861–1936)   | Jókai Róza (1861–1936)   | Jókai Róza (1861–1936)      | Jókai Róza (1861–1936)      |                             |                             | Feszty Árpád (1856–1914)    | Feszty Árpád (1856–1914)    | Feszty Árpád (1856–1914) | Feszty Árpád (1856–1914) | Feszty Árpád (1856–1914)           | Feszty Árpád (1856–1914)           |                                    |                                    | Feszty Adolf (1846–1900)           | Feszty Adolf (1846–1900)           | Feszty Adolf (1846–1900) | Feszty Adolf (1846–1900) | Feszty Adolf (1846–1900)     | Feszty Adolf (1846–1900)     |                              |                              | Feszty Gyula (1854–1912)     | Feszty Gyula (1854–1912)     | Feszty Gyula (1854–1912) | Feszty Gyula (1854–1912) | Feszty Gyula (1854–1912) | Feszty Gyula (1854–1912) |                          |                          | Feszty Béla (1868–1928)  | Feszty Béla (1868–1928)  | Feszty Béla (1868–1928) | Feszty Béla (1868–1928) | Feszty Béla (1868–1928)  | Feszty Béla (1868–1928)  |                          |                          |                          |                          |  |  |                         |                         |                         |                         |                         |                         |  |  |  |  |  |  |  |  |  |  |  |  |  |  |
|                          |                          |                          |                          |                          |                          |                         |                         |                             |                             |                             |                             |                                 |                                 |                                 |                                 |                                 |                                 |                   |                   |                   |                   |  |  |                                |                                |                                |                                |                                |                                |                          |                          |                             |                             |                             |                             |                             |                             |                          |                          |                                    |                                    |                                    |                                    |                                    |                                    |                          |                          |                              |                              |                              |                              |                              |                              |                          |                          |                          |                          |                          |                          |                          |                          |                         |                         |                          |                          |                          |                          |                          |                          |  |  |                         |                         |                         |                         |                         |                         |  |  |  |  |  |  |  |  |  |  |  |  |  |  |
|                          |                          |                          |                          |                          |                          |                         |                         |                             |                             |                             |                             |                                 |                                 |                                 |                                 |                                 |                                 |                   |                   |                   |                   |  |  |                                |                                |                                |                                |                                |                                |                          |                          | Feszty Masa (1895–1979)     |                             |                             |                             |                             |                             |                          |                          |                                    |                                    |                                    |                                    |                                    |                                    |                          |                          |                              |                              |                              |                              |                              |                              |                          |                          |                          |                          |                          |                          |                          |                          |                         |                         |                          |                          |                          |                          |                          |                          |  |  |                         |                         |                         |                         |                         |                         |  |  |  |  |  |  |  |  |  |  |  |  |  |  |
|                          |                          |                          |                          |                          |                          |                         |                         |                             |                             |                             |                             |                                 |                                 |                                 |                                 |                                 |                                 |                   |                   |                   |                   |  |  |                                |                                |                                |                                |                                |                                |                          |                          |                             |                             |                             |                             |                             |                             |                          |                          |                                    |                                    |                                    |                                    |                                    |                                    |                          |                          |                              |                              |                              |                              |                              |                              |                          |                          |                          |                          |                          |                          |                          |                          |                         |                         |                          |                          |                          |                          |                          |                          |  |  |                         |                         |                         |                         |                         |                         |  |  |  |  |  |  |  |  |  |  |  |  |  |  |

## Galéria

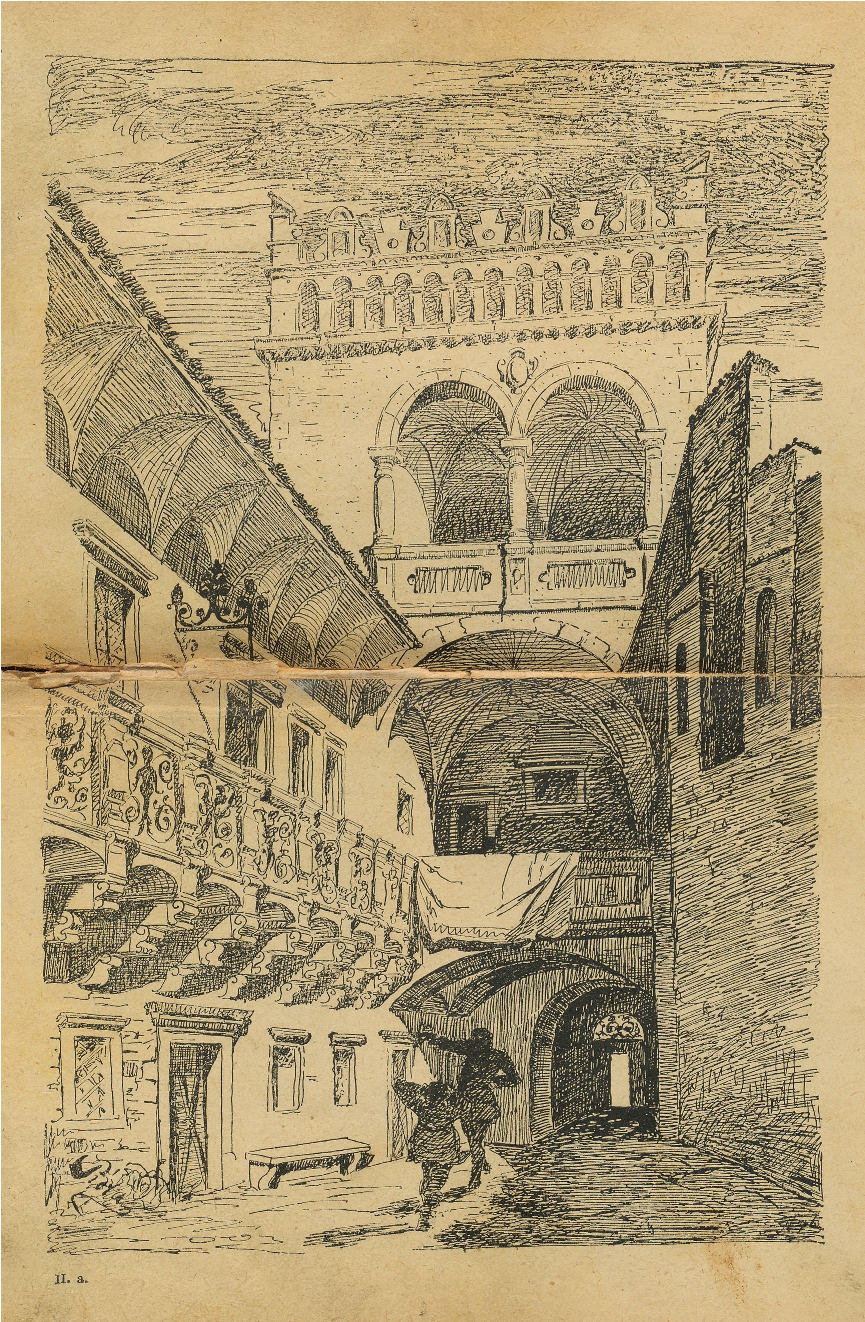
A lőcsei fehér asszony c. regényből
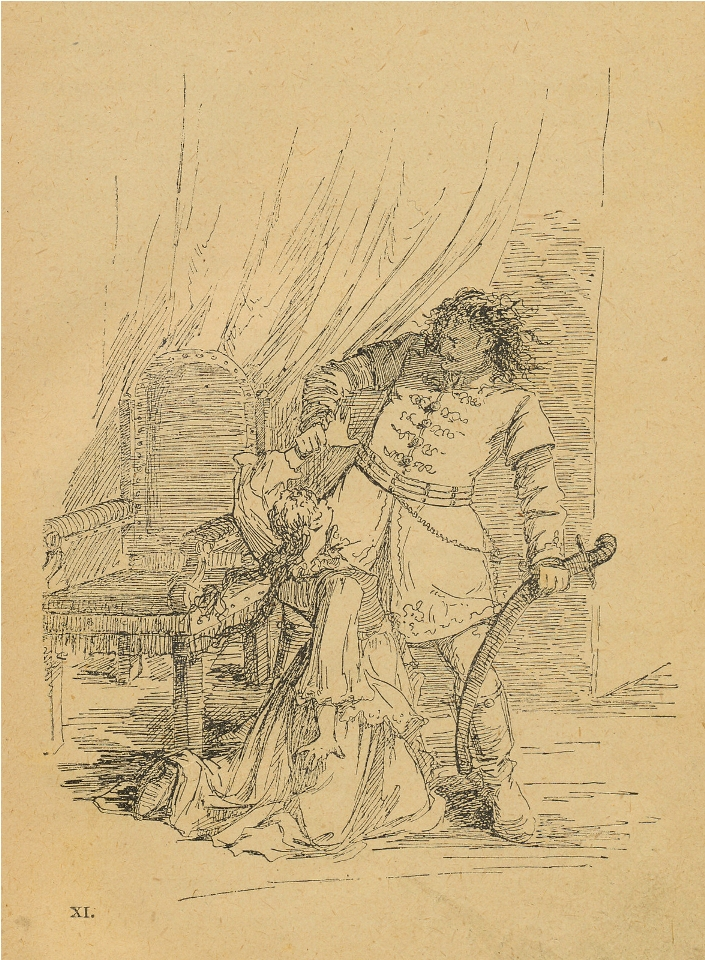
A lőcsei fehér asszony c. regényből
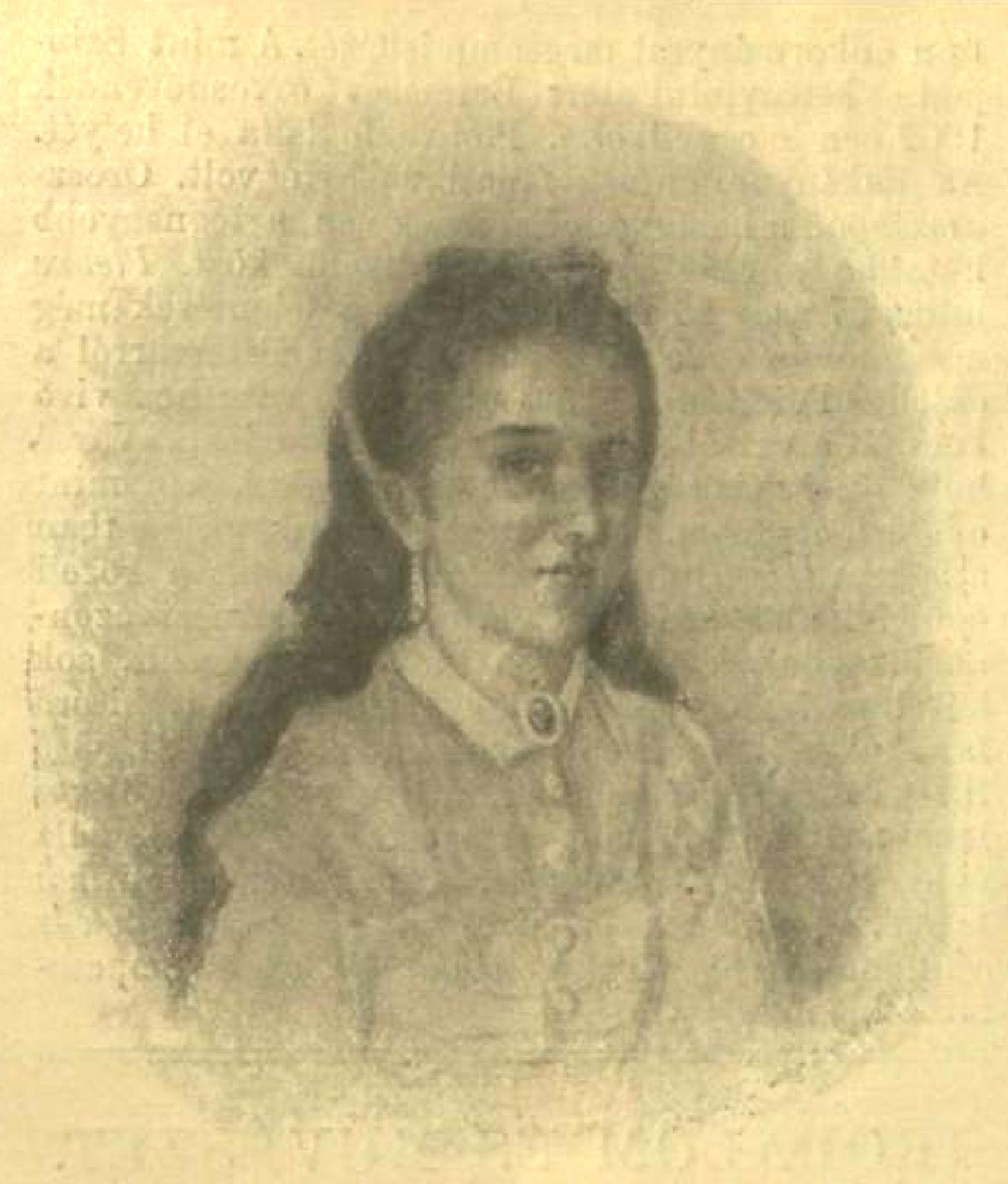
Jókai Mór rajza Jókai Rózáról
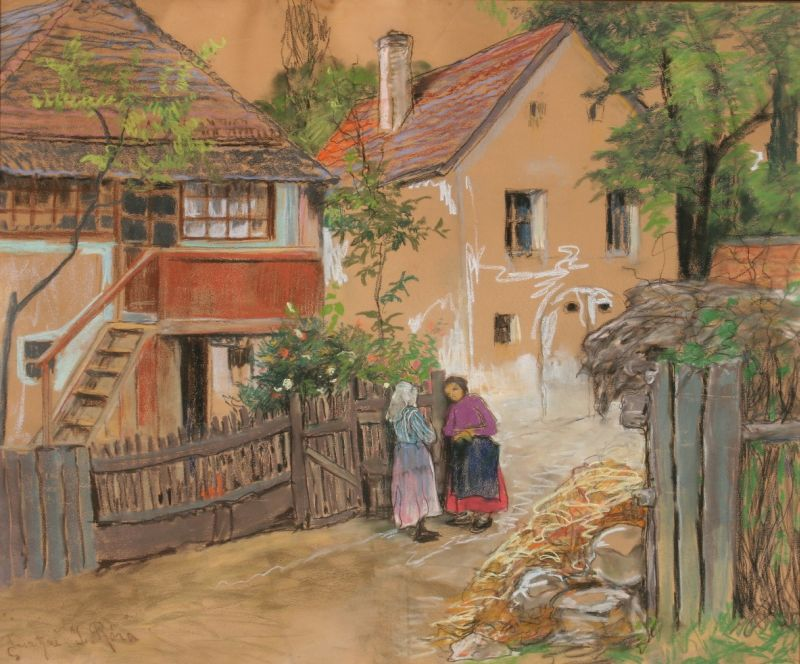
Beszélgetők. Pasztellkép. Év. n.
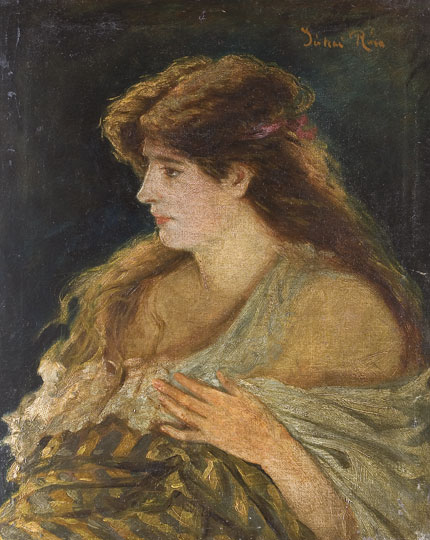
Vörös hajú lány. Olaj, vásznon. Év n.
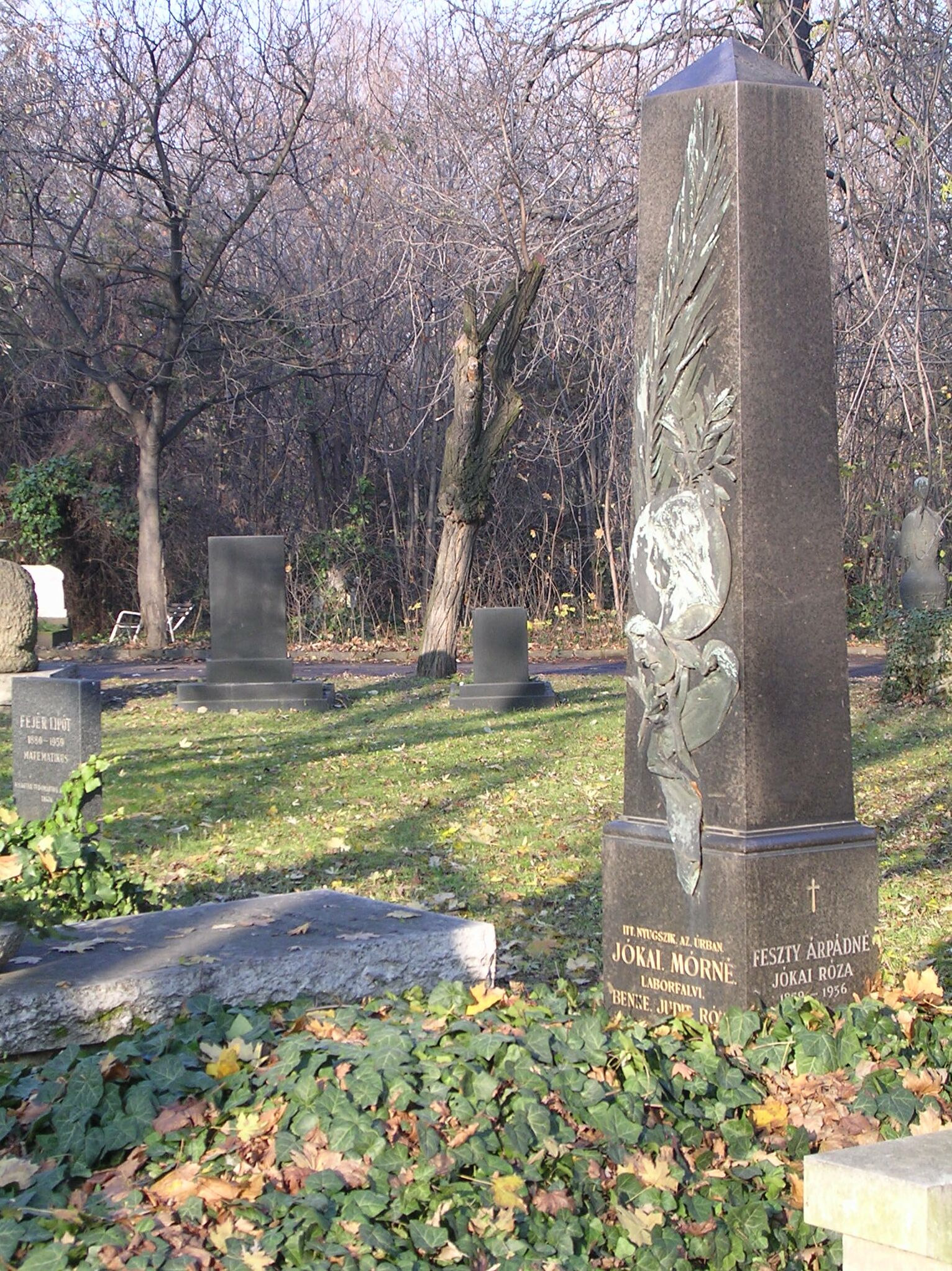
Laborfalvi Rózával és gyermekével, Feszty Masával közös sírja a Fiumei úti sírkertben 34/2-1-3